# Bartramia roylei
Bartramia roylei là một loài rêu trong họ Bartramiaceae. Loài này được Hook. f. Müll. Hal. mô tả khoa học đầu tiên năm 1848.